# 三河映画

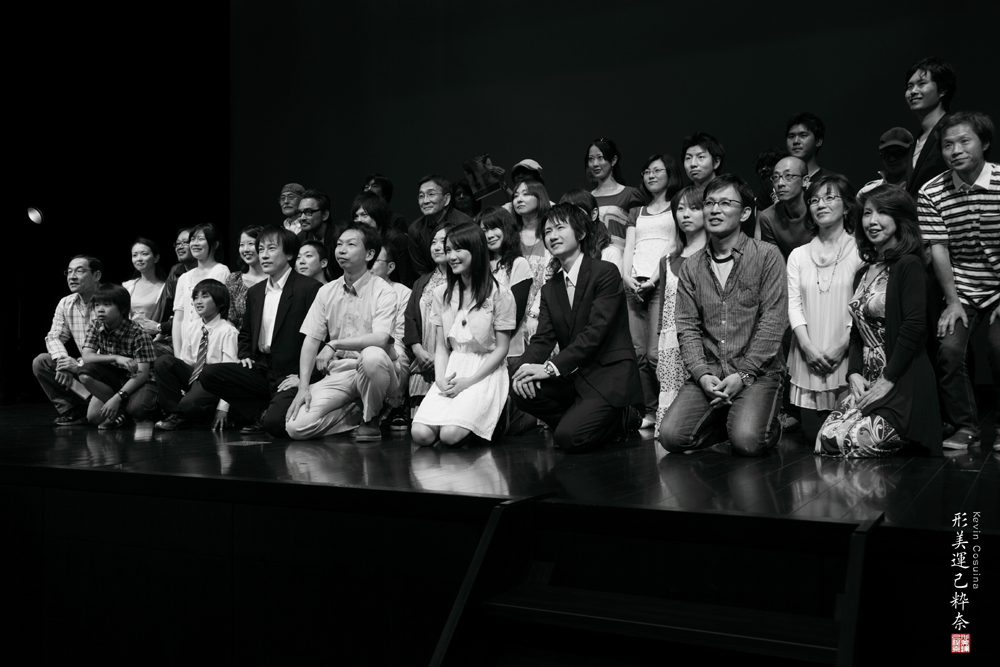
「幸福な結末」制作発表

三河映画（みかわえいが、英語:Mikawa Eiga）は、日本の愛知県三河地方を中心に活動をする自主映画制作プロジェクト。自主映画の映画祭である「Black indie!」（ブラック・インディー！）への参加を機に、2008年に結成される。代表は、岩松あきら。
モットーは「好きなこと（映画づくり）を好きなだけやる」。

## 概要
第一弾『幸福な結末』を2022年に完成させ、国内・海外103の映画祭で入選・受賞を果たした。第二弾『渇愛（Ben-Joe）』は2023年に完成。『渇愛（Ben-Joe）』が、世界15大映画祭の一つであるタリン・ブラックナイト映画祭のコンペティション部門のオフィシャルセレクトになり、地方から海外の映画祭での上映という三河映画立ち上げ時の目的を達成させる。現在、第三弾の企画が進められている。
メンバーは、プロの映画制作者ではない社会人で構成され、代表の岩松あきらも第一作『幸福な結末』の制作時は小学校教員だった（現在は退職）。自らが今立っているところで「商業映画に負けない自主映画をつくる」という夢を叶える想いから「三河映画」と命名。制作費0円から制作を開始し、キャスト・スタッフ全員が手弁当で参加。企画立ち上げから、脚本執筆、撮影、編集、完成まで完全自主制作スタイルを貫く。
足りない予算をカバーするため、「人とのつながり」と「時間をかける」ことを重視しており、撮影ロケ地は、すべて無償協力であり、小道具・大道具の準備も地元の協力が大きい。また、第一作、第二作ともに合宿体制で撮影が行なわれ、食料は地元の農家や店舗からの寄付によって補われており、食事は地元主婦が輪番で担当している。第一作『幸福な結末』では1,000人以上、第二作『渇愛（Ben-Joe）』では500人以上が制作に関わり、自主制作の映画では、破格の規模となっている。第二作『渇愛（Ben-Joe）』は、脚本執筆から11年以上の歳月を費やして制作された。
代表の岩松は、完全自主制作のスタイルは「自らの人間力が試されるため、“映画づくり”が“人づくり”になり、結果的には“まちづくり”につながっていく」と話している。

## 活動

### 映画制作
2010年7月 - 9月、第一作『幸福な結末』を撮影。同作は2012年11月16日 - 18日の「1st. Black indie!」プレミア上映（最終試写審査）会で上映された。
2015年2月、豊田市福祉センターで、第二作『渇愛（Ben-Joe）』の制作を発表する。同年10月よりロケセットを設楽町津具の旧下津具小学校内に建設し（翌年5月まで）、2016年2月から2017年1月まで撮影される。同作は2022年1月に豊田市福祉センターで関係者試写会が催された。

### ワークショップ他
2015年8月に「映画制作や撮影・演技等のワークショップ」（参加者32人）を、同年9月11日 - 13日に「ワークショップ合宿」（名古屋市稲武野外教育センター）を、いずれも主催者として実施した。

## 制作作品
- 『幸福な結末』（2022年）
  - 監督:岩松あきら
  - 脚本:清水雅人
  - 撮影・今井義朗

Cuckoo International Film Awards（インド）

最優秀長編映画賞/最優秀主演男優賞/最優秀監督賞/最優秀プロデューサー賞
Fantboi/The Sant Boi de Llobregat International Fantastic Film Festival（スペイン）

プレミア上映
第14回日本映像グランプリ

優秀脚本賞
第2回宮古島チャリティー国際映画祭

長編部門特別賞
※その他、国内・海外103の映画祭で入選・受賞（2023/9/30現在）
- 『渇愛（Ben-Joe）』（2023年）
  - 監督:岩松あきら
  - 脚本:清水雅人
  - 撮影:沓澤武志

第27回タリン・ブラックナイト映画祭

2023コンペティション部門オフィシャルセレクション ※ワールドプレミア上映